# Symmetrietijd
Symmetrietijd of spiluur is een term uit de dienstregelingskunde. Het is een getal uitgedrukt in minuten en is een technisch kenmerk van een dienstregeling.
In de dienstregelingen van vervoersdiensten wordt meestal met een vaste tijdsregelmaat gereden, bijvoorbeeld eenmaal per half uur. Het "kruisen" (spoorjargon voor tegenkomen) is dan tweemaal zo vaak. Doorgaans is er symmetrie: bij een halfuurdienst kruisen de voertuigen elkaar exact om het kwartier.
In Nederland lagen de symmetrietijden voor uurdiensten sinds de invoering van Spoorslag '70 ongeveer op .16 en .46, en ongeveer op .01, .16, .31 en .46 voor de halfuurdiensten. In de meeste Europese landen lagen de symmetrietijden op .59 en .29 (bij halfuursdienst: .59, .14, .29 en .44). Met de invoering van de Dienstregeling 2007 is de 00/30-symmetrie in heel Nederland ingevoerd. Op deze tijden kruisen in Nederland de meeste treinen van dezelfde treinserie elkaar. Dat kan op dubbelspoor met volle snelheid op de vrije baan gebeuren, bij enkelspoor op een station met inhaalspoor. De locatie waar de treinen elkaar kruisen wordt symmetrieknoop genoemd. Veel grote overstapstations liggen op een symmetrieknoop (bijvoorbeeld Station Zwolle). Bij het eindpunt van een treindienst zal de symmetrietijd over het algemeen in het midden zitten tussen de aankomst en het vertrek van de trein. Voorbeeld: de trein uit Kampen die om 12:13 in Zwolle aankomt, vertrekt weer om 12:19. De symmetrietijd van 12:16 ligt precies in het midden. In Kampen zijn aankomst en vertrek vervolgens 12:29 en 12:33 met symmetrietijd 12:31, 15 minuten later.
Steeds meer busdiensten houden dezelfde symmetrietijd aan als die van de spoorwegen. Dit heeft als voordeel dat de overstaptijd in beide richtingen identiek is en er hierdoor meestal een betere aansluiting ontstaat. Een voorbeeld hiervan is het IGO-project in de Achterhoek.
In België wordt de symmetrietijd ook wel het 'spiluur' genoemd.